# Jonestown (Texas)
Jonestown es una ciudad ubicada en el condado de Travis en el estado estadounidense de Texas. En el Censo de 2010 tenía una población de 1.834 habitantes y una densidad poblacional de 102,98 personas por km².

## Geografía
Jonestown se encuentra ubicada en las coordenadas 30°28′59″N 97°55′52″O / 30.48306, -97.93111. Según la Oficina del Censo de los Estados Unidos, Jonestown tiene una superficie total de 17.81 km², de la cual 15.91 km² corresponden a tierra firme y (10.67%) 1.9 km² es agua.

## Demografía
Según el censo de 2010, había 1.834 personas residiendo en Jonestown. La densidad de población era de 102,98 hab./km². De los 1.834 habitantes, Jonestown estaba compuesto por el 90.02% blancos, el 0.82% eran afroamericanos, el 0.6% eran amerindios, el 1.58% eran asiáticos, el 0.22% eran isleños del Pacífico, el 4.36% eran de otras razas y el 2.4% pertenecían a dos o más razas. Del total de la población el 13.03% eran hispanos o latinos de cualquier raza.